# 惇子内親王
惇子内親王（あつこ/じゅんしないしんのう、保元3年（1158年） - 承安2年5月3日（1172年5月27日））は、平安時代末期の皇族。伊勢斎宮。後白河天皇の第5皇女で、母は坊門局（右大臣藤原公能の女）。堀河斎宮と呼ばれた。二条天皇・高倉天皇・以仁王らの異母姉妹。

## 生涯
仁安3年（1168年）8月27日内親王宣下を受け、同日伊勢斎宮に卜定される。翌嘉応元年（1169年）5月9日、一本御書所へ初斎院入り、同年9月27日野宮に遷る。同2年（1170年）9月10日、伊勢へ群行。承安元年（1171年）、不予のため母坊門殿が伊勢へ下向したが、翌2年（1172年）5月3日、御悩危急（急病）で斎宮寮頭の館に退下、同日15歳で薨去。隆子女王に続き、在任中に伊勢で薨じた2人目の斎宮となった。三重県多気郡明和町有爾中には、内親王の墓の伝承地がある（明和町指定史跡）。